# Clay County, Iowa
Clay County är ett administrativt område i delstaten Iowa, USA. År 2010 hade countyt 16 667 invånare. Den administrativa huvudorten (county seat) är Spencer.

## Geografi
Enligt United States Census Bureau har countyt en total area på 1 483 km². 1 474 km² av den arean är land och 1 km² är vatten.

### Angränsande countyn
- Dickinson County - nord
- Palo Alto County - öst
- Buena Vista County - syd
- O'Brien County - väst

### Orter
- Dickens
- Everly
- Fostoria
- Gillett Grove
- Greenville
- Peterson
- Rossie
- Royal
- Spencer (huvudort)
- Webb